# Sbikha
Sbikha (arabe : السبيخة) est une ville du centre de la Tunisie située à une trentaine de kilomètres au nord de Kairouan et à une centaine de kilomètres de Tunis par la RN3.
Rattachée au gouvernorat de Kairouan, elle constitue en 2014 une municipalité de 8 036 habitants et constitue le chef-lieu d'une délégation.
Elle se situe dans une région agricole où domine la culture de l'olivier.
Sbikha se trouve à quelques kilomètres du site d'une ancienne cité médiévale, Serdinia, qui aurait accueilli des chrétiens venus de Sardaigne du Xe siècle au XIVe siècle.